# Nancagua
Nancagua é uma comuna da província de Colchagua, localizada na Região de O'Higgins, Chile. Possui uma área de 111,3 km² e uma população de 15.634 habitantes (2002).